# September (musikalbum)
September är ett musikalbum, släppt på Stockholm Records, från 2004 med den svenska artisten September (Petra Marklund).

## Låtförteckning
1. "Same Old Song"
2. "September All Over"
3. "Get What You Paid For"
4. "La La La (Never Give It Up)"
5. "Mary Ann"
6. "We Can Do It"
7. "Can't Love Myself"
8. "Star Generation"
9. "Pretty World"
10. "Love Thing"
11. "Love for Free" (featuring Anoo Bhagavan)

## Listplaceringar
| Lista (2004) | Placering |
| ------------ | --------- |
| Sverige      | 36        |